# 1507 w literaturze
Wydarzenia literackie w 1507 roku.

## Urodzili się
- Jean Molinet, francuski poeta

## Zmarli
- Annibale Caro, włoski poeta